# K2 Black Panther
Tancul sud-coreean K2 Pantera Neagră este un tanc principal de luptă Sud-Coreean din generația a patra, care va înlocui diferite modele ale tancului M48 Patton aflată în dotarea armatei Sud-Coreene. Este cel de-al doilea cel mai scump tanc din lume după tancul de producție franceză AMX-56, 8,8 milioane de dolari bucata.

## Utilizatori
- Coreea de Sud
- 🇵🇱 Polonia